# Chen Dong
Chen Dong (en chino simplificado: 陈冬, chino tradicional: 陳冬, pinyin: Chén Dōng; n. Luoyang, Henán, República Popular China, 12 de diciembre de 1978) es un taikonauta, militar, piloto de aviación e ingeniero chino.

## Biografía
Nació el día 12 de diciembre de 1978 en la ciudad-prefectura china de Luoyang, que está situada en la Provincia de Henán.
Proviene del seno de una familia de clase trabajadora.
Actualmente está casado y tiene dos hijos gemelos.
Después de finalizar sus estudios secundarios, pasó a ser alumno de la Universidad de Xi'an Jiaotong, en la cual obtuvo una maestría en la carrera de Ingeniería.
Al terminar su formación universitaria, en el mes de agosto de 1997 se unió a la Fuerza Aérea del Ejército Popular de Liberación donde ha llegado a ser piloto de aviación.
Dentro de este ejército ostenta el rango de Coronel.
En el año 2009 dejó aparcada su carrera militar tras ser seleccionado como uno de los candidatos a astronautas en la segunda promoción de la Administración Espacial Nacional China (CNSA).
Después de someterse a más de 3.000 horas de duro entrenamiento, finalmente pudo obtener la calificación oficial de astronauta.
Como tripulante de la misión Shenzhou 11 a la estación espacial Tiangong-2, fue lanzado por primera vez al espacio el día 16 de octubre de 2016 a las 23:30 UTC, desde el Centro de Lanzamiento de Satélites de Jiuquan (JSLC) usando el cohete lanzador Larga Marcha 2F. En esta misión le acompañó el comandante Jing Haipeng. La nave se acopló a la estación dos días después del lanzamiento.
Un día después del desacoplamiento regresaron a la tierra con éxito el 18 de noviembre de ese año. El módulo de reentrada de la nave Shenzhou 11 aterrizó en la región china de Mongolia Interior.
Esta misión tuvo una duración de 33 días, siendo el vuelo espacial tripulado más largo de China hasta la fecha.
Por su viaje al espacio, la Comisión Militar Central de la República Popular China le otorgó la Medalla de Tercera Clase al Mérito del Vuelo Espacial junto con el título honorífico de "astronauta héroe".